# Antiprisma hexagonal
En geometría, un antiprisma hexagonal es el cuarto elemento de un conjunto infinito de antiprismas formado por una secuencia de seis pares de triángulos laterales cerrado por dos tapas en forma de hexágono. Dos vértices adyacentes de cada base estáconectado con el vértice correspondiente en la otra base.
Si todas sus caras son regulares, dos hexágonos regulares en las bases y 12 triángulos equiláteros laterales, es un poliedro semirregular.